# Loxofidonia
Loxofidonia là một chi bướm đêm thuộc họ Geometridae.